# Yishai Sarid
Yishai Sarid (in ebraico ישי שריד‎?; Tel Aviv, 1965) è uno scrittore e avvocato israeliano.

## Biografia
Nato nel 1965 a Tel Aviv, figlio del politico e giornalista Yossi Sarid, ha studiato legge all'Università Ebraica di Gerusalemme e si è laureato in Amministrazione pubblica all'Università di Harvard.
A partire dal suo esordio nel 2000 con The Investigation of Captain Erez ha scritto altri quattro romanzi appartenenti al genere giallo ottenendo, nel 2011, il Grand prix de littérature policière con Il poeta di Gaza.
Dopo aver prestato servizio come ufficiale dell'intelligence nell'esercito israeliano, lavora come avvocato indipendente a Tel Aviv.

## Opere

### Romanzi
- The Investigation of Captain Erez (2000)
- Il poeta di Gaza (Limassol, 2009), Roma, Edizioni e/o, 2012 traduzione di Alessandra Shomroni ISBN 978-88-6632-113-2.
- Naomi's Kindergarten (2013)
- Il terzo tempio[6] (The Third, 2015), Firenze, Giuntina, 2018 traduzione di Alessandra Shomroni ISBN 978-88-8057-740-9.
- Il mostro della memoria (The Memory Monster, 2017), Roma, Edizioni e/o, 2019 traduzione di Alessandra Shomroni ISBN 978-88-335-7063-1.

## Premi e riconoscimenti
- Grand prix de littérature policière: 2011 per Il poeta di Gaza
- Premio internazionale Marisa Giorgetti: 2013[7]
- Bernstein Prize: 2016 per Il terzo tempio